# Wereldkampioenschap basketbal mannen
De Wereldkampioenschappen basketbal (officieel FIBA World Championship) is een wereld basketbaltoernooi dat eens per vier jaar gehouden wordt. Het toernooi werd voor het eerst, alleen voor mannen, gehouden in Argentinië. In 1953 werd ook een toernooi voor vrouwen georganiseerd. Oorspronkelijk deden 16 teams mee, sinds 2014 zijn dit er 28. Om het toernooi uit de pas te laten lopen met het WK voetbal, werd het eerstvolgende WK in 2019 gehouden.

## Overzicht
| Jaar | Organiserend land          | Eerste           | Tweede           | Derde            |
| ---- | -------------------------- | ---------------- | ---------------- | ---------------- |
| 1950 | Argentinië                 | Argentinië       | Verenigde Staten | Chili            |
| 1954 | Brazilië                   | Verenigde Staten | Brazilië         | Filipijnen       |
| 1959 | Chili                      | Brazilië         | Verenigde Staten | Chili            |
| 1963 | Brazilië                   | Brazilië         | Joegoslavië      | Sovjet-Unie      |
| 1967 | Uruguay                    | Sovjet-Unie      | Joegoslavië      | Brazilië         |
| 1970 | Joegoslavië                | Joegoslavië      | Brazilië         | Sovjet-Unie      |
| 1974 | Puerto Rico                | Sovjet-Unie      | Joegoslavië      | Verenigde Staten |
| 1978 | Filipijnen                 | Joegoslavië      | Sovjet-Unie      | Brazilië         |
| 1982 | Colombia                   | Sovjet-Unie      | Verenigde Staten | Joegoslavië      |
| 1986 | Spanje                     | Verenigde Staten | Sovjet-Unie      | Joegoslavië      |
| 1990 | Argentinië                 | Joegoslavië      | Sovjet-Unie      | Verenigde Staten |
| 1994 | Canada                     | Verenigde Staten | Rusland          | Kroatië          |
| 1998 | Griekenland                | FR Joegoslavië   | Rusland          | Verenigde Staten |
| 2002 | Verenigde Staten           | FR Joegoslavië   | Argentinië       | Duitsland        |
| 2006 | Japan                      | Spanje           | Griekenland      | Verenigde Staten |
| 2010 | Turkije                    | Verenigde Staten | Turkije          | Litouwen         |
| 2014 | Spanje                     | Verenigde Staten | Servië           | Frankrijk        |
| 2019 | China                      | Spanje           | Argentinië       | Frankrijk        |
| 2023 | Filipijnen/Japan/Indonesië | Duitsland        | Servië           | Canada           |

1950 ·
1954 ·
1959 ·
1963 ·
1967 ·
1970 ·
1974 ·
1978 ·
1982 ·
1986 ·
1990 ·
1994 ·
1998 ·
2002 ·
2006 ·
2010 ·
2014 ·
2019 ·
2023
1950:  Argentinië · 
1954:  Verenigde Staten · 
1959:  Brazilië · 
1963:  Brazilië · 
1967:  Sovjet-Unie · 
1970:  Joegoslavië · 
1974:  Sovjet-Unie · 
1978:  Joegoslavië · 
1982:  Sovjet-Unie · 
1986:  Verenigde Staten · 
1990:  Joegoslavië · 
1994:  Verenigde Staten · 
1998:  Joegoslavië· 
2002:  Joegoslavië · 
2006:  Spanje · 
2010:  Verenigde Staten · 
2014:  Verenigde Staten ·
2019:  Spanje ·
2023:  Duitsland